# Alpheus strenuus
Alpheus strenuus är en kräftdjursart som beskrevs av James Dwight Dana 1852. Alpheus strenuus ingår i släktet Alpheus och familjen Alpheidae. Inga underarter finns listade i Catalogue of Life.